# Печварад
Печварад (мађ. Pécsvárad, хрв. Pečvar) град је у јужној Мађарској. Печварад је град у оквиру жупаније Барања.
Град има 4.063 становника према подацима из 2008. године.

## Положај града
Град Печварад се налази у јужном делу Мађарске. Од престонице Будимпеште град је удаљен око 180 километара јужно. Од најближег већег града Печуја град је удаљен свега 20 километара североисточно. Град се налази у средишњем делу Панонске низије, у јужној подгорини острвске планине Мечек. Надморска висина места је око 220 m.

## Историја
У Печвару је одобрен само један термин годишњег вашара, и то је 1833-1847. године било 15. августа.

## Становништво

### Попис1910.
| Печварад | Печварад |
| --- | --- |
| Језик | Вера |
| <div style="border:solid transparent;position:absolute;width:100px;line-height:0; укупно: 2.773 Немачки 1.411 (50,88%) Мађарски 1.338 (48,25%) Српски 9 (0,32%) Хрватски 6 (0,21%) Словачки 1 (0,03%) остали 8 (0,28%) - (-%) | укупно: 2.773 Римокатол. 1.978 (71,33%) Калвинисти 594 (21,42%) Јевреји 160 (5,76%) Лутерани 23 (0,82%) Православци 13 (0,46%) Гркокатолици 1 (0,03%) остали 4 (0,14%) |

## Срби у Печвару
У Печвар (по српски) су избегли Срби из Печуја, склањајући се пред притиском католичких попова, који су их хтели силом превести у унију. Сачуван је печет у Печвару, из времена око 1700. године на којем пише: „† Сиј печет по цеху Абаћием Печуј”. Био је округлог облика, а у средини се налазио изгравиран лик Св. Николе.
Када су 1. марта 1707. године, Срби православци из будимског дистрикта захтевали од цара Јосифа I да се после смрти патријарха Чарнојевића изабере нови поглавар, на документу су уз печет свој ставили: „Ми житељи вароши Печвара, Христјани велики и мали”.
Варош Печвар је 1731. године имала 15 српских домова. Године 1735. искупили су се посланици Будимске епархије у Табану, а своје присутство су печетом потврдили Печварци. Печварска српска општина је 1745. године давала 20 ф. за издржавање школе. Димитрије Лазић из Печвара, био је посланик на црквено-народном сабору у Карловцима 1769. године.
На антиминсу Печварском, у њиховој цркви посвећеној празнику Успеније Пресвете Богородице је писало да је исти „1730. лета освећен жртвеник преосвећеним Митрополитом кир Стефаном Угро-валахијским”. Био је то митрополит сентандрејски Стефан Авакумовић, који је провео извесно време у Влашкој као митрополит, па се вратио у будимску епархију. Број становника у месту 1796. године је износио 84 православне душе, а век касније 1890. година има их 51 особа. Године 1808. месни парох је поп Никифор Сабадуш, а са њим чинили су пренумерантски пункт купеци: Михаил Лазић, Ефтимије Вујић, Георгије Канижлија и Арсеније Вујић живописац. Записан је 1826. године као администратор месне парохије поп Алекса Дидовић.
Књижевник Јоаким Вујић је у свом делу „Животописаније” (1833) описао кратак боравак у Печвару. Стигао је тамо током фебруара 1796. године, са великом раном на левој нози од пешачења. То је каже он „прилична варош у Барањском комитату”, где река ни једна не тече, а има око 1000 кућа. Житељи су највише католици и калвинисти, између којих се „и нека мала част нашего благочестија људи овде находи, равно је, и једна наша церква има овде своје мјесто.” Свратио је код нашег свештеника Андреје Комадиновића „на квартир” (стан). Овај га је лепо примио, и он је ту провео одмарајући се два дана. Затим је поранио трећега дана, и после доручка натоварио је на леђа торбак, па кренуо даље ка Хрватској, газећи све по снегу. Те 1796. године је у Печвару живело 84 српске душе.
Купац једне српске књиге био је 1808. и 1810. године у Печвару, Арсеније Вујић живописац. Тај сликар Арса је познат по једном раду у српској православној цркви у месту Борјаду. Изнад туторског стола у храму је био исписан натпис: „Арсеније Вуич иконописац и принципал, Лазар М., ученик његов, 1810.” (године). Изгледа да се иза иницијала М. крије, мало познати иконописац Милић (Лазар). Није нам познато шта су њих двојица у тамошњој цркви моловали.
Купац речника страних речи купио је 1818. године у Стојном Београду, Јефта Вујић трговац из Печвара. Француску књигу преведену на српски језик, купили су двојица Печвараца у Жумберку: трговац Евтимије Вујић и Арсеније Вујић живописац. Господична Јулија Алексијевић из Печвара, купила је 1827. године алманах забавник у Шиклушу. Био је парох печварски Алекса Алексић купац једне српске књиге 1828. године, у Мохачу за своју кћер Јулијану „љубитељницу наука”. Други претплатник је ту био - „Благонадежни јуноша Стефан Вујић живописац Печварски”. Живописац печварски Стефан Вујић и даље купује књиге у Мохачу 1829. године. Госпођа Дидовић из Печвара купује исту књигу за своју кћерку Јулијану Алексијевић. Поменути иконописац Стефан Вујић живео је у Печвару, и био Барањац. Његов једини познати сликарски рад је из 1830. године, када је моловао мермерни крст у Осијеку, „под Дравом”. То је обележје где се светила о Богојављенију водица. Али та слика је више пута премазивана касније. Није се могло утврдити у ком су сродству Стеван и Арсеније живописци који живе у исто време у Печвару. Изгледа да је Арсеније старији, па самим тим вероватно и отац Стеванов. Алекса Алексијевић парох из Печвара набавио је 1831. године једну мудру књигу у Мохачу.
Парох печварски Алексије Дидовић набавио је претплатом две српске књиге, исте 1831. године. Друга је била превод „О обхожденију са људима”. Две године касније поп Дидовић купује и Стаматовићев веома популарни календар. Тај календар прибавља 1837. године у Баји, Печварац Георгије Матијашевић абаџија. Поп Дидовић је 1846. године члан Конзисторије Будимске епархије.
Купци једне српске књиге били су средином 19. века виђенији људи Печвара: поп Никифор Сабадуш, Михаил Лазић купец и Вујићи - Ефтимије купец (трговац) и Арсеније - „живописец”.
По државном шематизму православног клира у Угарској из 1846. године, у граду „Petsvar-u” је православно парохијско звање основано 1735. године, а црквене матичне књиге се воде од 1777. године. У парохији има само 44 православне душе, постоји православна црква, а свештеници су - парох Алексије Дидовић (администратор 1824) и капелан Никола Блидовић. Број школске деце није наведен, као ни учитељ у месту.
По српском извору из 1905. године наводи се другачије: да је парохијско звање основано 1741. године, од када се воде и матрикуле.
Из црквеног извештаја 1865. године, заједно се бележе Печвар и Рацмечка. То је једна јединствена парохија, шесте платежне класе, у којој има укупно 270 православних Срба. Поменута Рацмечка је 1846. године била „јача” парохија са више православаца, црквом и школом. У Печвару је администратор био 1867. године, само 14 дана поп Урош Марковић, парох мајишки. За православни Школски фонд, приложила је 1867. године црквена општина Печварска 105 ф. што је у односу на друга места био велики дар. Парохија печварска је по Витковићевом извештају 1847. године било само 44 Србина, а две деценије 1867. године имала је 51 српску душу. У месту је 1887-1891. године радила српска вероисповедна школа, за коју су претплату на „Школски лист”, дали епископ пакрачки Никанор Грујић, Велимир Чонић сомборски учитељ и други. Печвар је за 94 године, изгубио 33 Србина, па их 1890. године броји само 51. Године 1900. парох веменски Светозар Бољарић је администрирао у парохији Печварској. Из епархијског фонда дата је припомоћ од 200 к сиромашној црквеној општини у Печвару. Године 1906. умро је у Будиму Александар Богдановић трговац у 77-ој години живота. Родио се овај у Печвару, средином 19. века, затим бавио се дуго трговином у Баји и био је то отац Патријарха српског Лукијана Богдановића.
Печвар је 1905. године био мала општина, у којој је од 508 домова, само три било српска са 15 душа. Ту је била српска црквена општина са поседом од 17 кј, а потпадале су парохијске филијале: Печуј и Рацмечка. У месту није било српске школе, нити свештеника, црква је била у лошем стању као и православно гробље. Парохију су опслуживали калуђери из манастира Грабовца, а о административним пословима бавио се старатељ мештанин Андрија Станишић.
Српска православна црква у Печвару срушена је 1925. године.

## Партнерски градови
- Килсхајм
- Hausmannstätten

## Галерија
- Печварадски град
- Кип св. Иштвана у Печвараду